# سلول نودسن
در رشد کریستال‌ها سلول‌های پلورال نودسن منبع‌هایی برای تبخیر منابع ابتدایی با فشار نسبی کم (مانند: گالیوم، آلومینیوم، جیوه و استاتین) هستند. تنظیم دمای مواد تبخیر شونده کار آسانی است و معمولاً در سیستم‌های برآرایی باریکه مولکولی استفاده می‌شود.
سلول نودسن شامل یک بوته چینی از جنس موادی چون پیرولیتیک بورون نیتراید یا کوارتز یا تنگستن یا گرافیت است. همچنین شامل فیلامنت‌هایی از جنس فلز تانتالوم، سیستم خنک کنندهٔ آبی، محافظ‌های گرمایی و روزنه بندها (به انگلیسی: orifice shutter) است.